# Materializm kulturowy
Materializm kulturowy to stanowisko w antropologii i innych naukach społecznych, zgodnie z którym to, jakie w danej kulturze występują wzory kulturowe, zależy w dużej mierze od czynników środowiska naturalnego.

## Materializm
Materializm jest koncepcją Marvina Harrisa, który w pozycji Krowy, świnie, wojny i czarownice i w kilku esejach przedstawił relacje między warunkami ekologicznymi a kulturą kilku różnych społeczeństw. Przykładowo niechęć Żydów wobec wieprzowiny tłumaczona była przez niego zbyt wielką uciążliwością, jaką byłaby hodowla świń dla plemion żyjąc w warunkach suchego, półpustynnego klimatu, natomiast ciągłe wojny o kobiety wśród plemion Janomamów tłumaczone było wyczerpywaniem się zasobów, migracją na nowe tereny i koniecznością podbijania swoich sąsiadów.

## Postmaterializm
Postmaterializm – to według Ronalda Ingleharta ewolucja systemu wartości od wartości materialnych do wartości postmaterialnych, co manifestuje się m.in. rozwojem różnych ruchów społecznych zorientowanych na walkę o prawa człowieka, np. ruchu alterglobalistycznego. W tym znaczeniu wartości materialistyczne są związane z warunkami materialnymi, poczuciem bezpieczeństwa socjalnego, braku zagrożenia, a postmaterialistyczne z możliwością samorealizacji, osiągnięcia sukcesu, wyrażania własnej opinii.